# 莫斯科林蔭環路

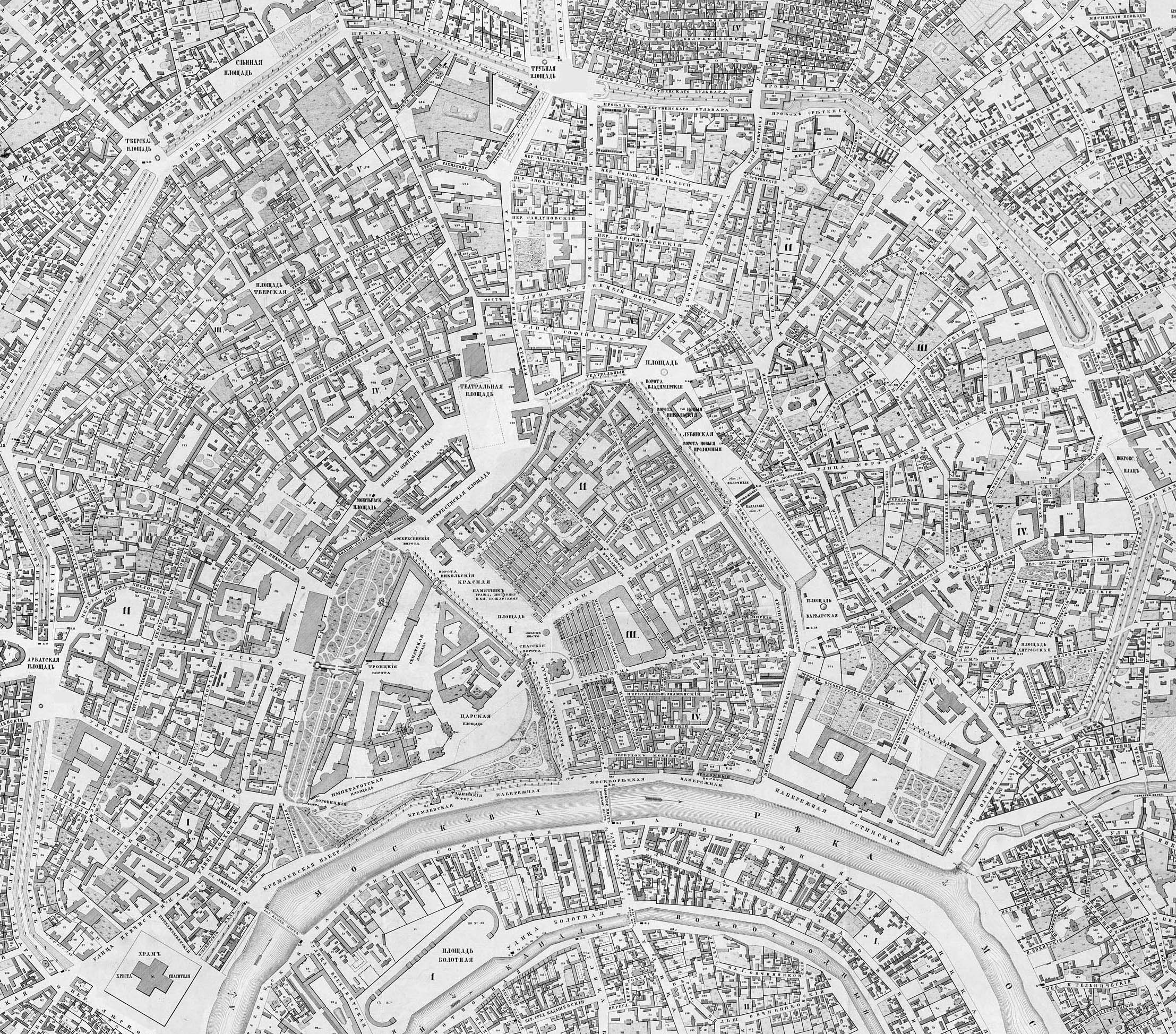
1852-53年的莫斯科地圖

林蔭環路（羅馬化：Bulvarnoe Koltso）是俄羅斯首都莫斯科的一條道路，是莫斯科環形路的第二層，從西（克魯泡特金廣場）、北、東（亞烏扎河）三個方向圍繞著莫斯科河北岸。十條放射狀大道貫穿而過。全長9公里。
昔日是白城城牆的牆址。首段1796年落成，1820年代全部完工。

## 各路段（自西朝東）
- 果戈里林蔭路
- 尼基茨基林蔭路
- 特維爾林蔭路
- 苦行林蔭路
- 彼德羅夫斯基林蔭路
- 清水塘林蔭路
- 聖母聖誕林蔭路
- 斯利堅斯克林蔭路
- 波克羅夫斯基林蔭路
- 亞烏斯基林蔭路